# Frederick Bernulf Kirkman
Frederick Bernulf Kirkman est un ornithologue britannique, né en 1869 et mort en 1945.
Il étudie le comportement social de la mouette rieuse (Chroicocephalus ridibundus). Kirkman fait de nombreuses expériences en déplaçant les œufs du nid et en observant le comportement des adultes, elles démontrent une grande variabilité individuelle dans le comportement. Ses observations ornithologues avec celles de Edmund Selous (1857-1934), de Eliot Howard (1873-1940) et de Sir Julian Huxley (1887-1975) contribuent à l’émergence de l’éthologie en Grande-Bretagne.

## Liste partielle des publications
- 1910-1913 : avec Francis Charles Robert Jourdain (1865-1940) The British bird book : an account of all the birds, nests and eggs found in the British Isles[1] (T.C. & E.C. Jack, Londres)
- 1913 : British birds : descriptions of all the commoner species, their nests, and eggs[2] (London : T.C. & E.C. Jack ; New York : Dodge Pub. Co.).
- 1937 : Bird Behaviour, a contribution based chiefly on a study of the Black-headed Gull (T. Nelson & Sons, Ltd., Londres).